# Lobón
Lobón – gmina w Hiszpanii, w prowincji Badajoz, w Estramadurze, o powierzchni 57,65 km². W 2011 roku gmina liczyła 2869 mieszkańców.